# Radim Rulík
Radim Rulík (* 25. Juni 1965 in Ostrov nad Ohří, Tschechoslowakei) ist ein tschechischer Eishockeytrainer. Seit 2023 ist er Cheftrainer der tschechischen Nationalmannschaft.

## Karriere
Radim Rulík begann seine Karriere als Eishockeytrainer bei Dynamo Karlovy Vary, für dessen Profimannschaft er von 1991 bis 1996 als Assistenztrainer zunächst in der zweiten tschechoslowakischen Spielklasse und ab der Saison 1993/94 in der zweiten tschechischen Spielklasse tätig war. Anschließend verbrachte er fünf Jahre in gleicher Position beim HC Keramika Plzeň aus der tschechischen Extraliga. Parallel zum Spielbetrieb von Keramika Plzeň, betreute er 2000 und 2001 als Assistenztrainer die tschechische U20-Nationalmannschaft, die in beiden Jahren die Goldmedaille bei der U20-Junioren-Weltmeisterschaft gewann. In der Saison 2001/02 arbeitete er als Assistent für seinen in der Zwischenzeit in die Extraliga aufgestiegenen Ex-Klub HC Becherovka Karlovy Vary.
In der Saison 2002/03 war Rulík erstmals im Ausland tätig, als er als Assistenztrainer unter seinem Landsmann Ivan Hlinka den HK Awangard Omsk aus der russischen Superliga betreute. Von 2003 bis 2005 war er erneut für den HC Energie Karlovy Vary aktiv, zunächst ein Jahr lang als Assistent und anschließend in der Saison 2004/05 erstmals in seiner Laufbahn als Cheftrainer. Zudem war er Assistent der tschechischen Nationalmannschaft beim World Cup of Hockey 2004 und der Weltmeisterschaft 2005. Bei Letzterer wurde er mit Tschechien 2005 als Assistenztrainer Weltmeister. In den Spielzeiten 2005/06 und 2007/08 war er Assistenztrainer bei seinem Ex-Verein HC Lasselsberger Plzeň aus der Extraliga sowie 2006 zunächst Chef- und 2008 Assistenztrainer der tschechischen U20-Nationalmannschaft.
In der Saison 2008/09 erreichte Rulík als Cheftrainer mit dem HC Znojemští Orli zwar sportlich den Klassenerhalt in der Extraliga, anschließend wurde jedoch die Lizenz des Vereins verkauft, woraufhin sich der Tscheche dem KLH Chomutov aus der 1. Liga anschloss. Dort war er etwas mehr als ein Jahr lang Cheftrainer, ehe er im Oktober 2010 Assistenztrainer beim Extraliga-Teilnehmer HC Sparta Prag wurde. In dieser Position war er bis April 2011 tätig. Ab Juni 2011 war er Cheftrainer des neu gegründeten HC Lev Poprad aus der Kontinentalen Hockey-Liga. Im Mai 2012 wurde er Cheftrainer der slowakischen Mannschaft HC Košice, aber bereits im November des gleichen Jahres entlassen.
Zur Saison 2013/14 wurde er Cheftrainer beim HC Banik Sokolov aus der dritten tschechischen Spielklasse, erhielt jedoch im Oktober 2013 ein Angebot des HC Litvínov, dort Cheftrainer zu werden. Letztlich betreute er das Team bis Januar 2018, gewann mit Litvínov 2015 den tschechischen Meistertitel und wurde als Trainer des Jahres 2015 ausgezeichnet.
Im Januar 2018 wurde er vom HC Litvínov entlassen und wurde durch  Jiří Šlégr ersetzt. Wenige Tage später wurde er Co-Trainer beim HC Sparta Prag.
In der Saison 2018/19 war er Assistenztrainer beim BK Mladá Boleslav, ehe er zur folgenden Spielzeit zum Cheftrainer befördert wurde. Diese Position hatte er bis Ende der Saison 2021/22 inne, ehe er 2022 Cheftrainer vom HC Dynamo Pardubice wurde. Parallel zu seiner Tätigkeit dort betreute er die tschechische U20-Nationalmannschaft bei den U20-Weltmeisterschaften 2022 und 2023, wobei er das Team 2023 erstmals seit 2001 wieder ins Endspiel führte und letztlich die Silbermedaille gewann. 2023 wurde er zum Cheftrainer der tschechischen Nationalmannschaft befördert und erhielt einen Zweijahresvertrag als Nationaltrainer.

## Erfolge und Auszeichnungen
- 2000 Goldmedaille bei der U20-Junioren-Weltmeisterschaft (als Assistenztrainer)
- 2001 Goldmedaille bei der U20-Junioren-Weltmeisterschaft (als Assistenztrainer)
- 2005 Goldmedaille bei der Weltmeisterschaft (als Assistenztrainer)
- 2010 Meister der 1. liga mit dem KLH Chomutov
- 2015 Tschechischer Meister mit dem HC Litvínov
- 2015 Trainer des Jahres der Extraliga
- 2023 Silbermedaille bei der U20-Weltmeisterschaft